# 아세안 지역 포럼

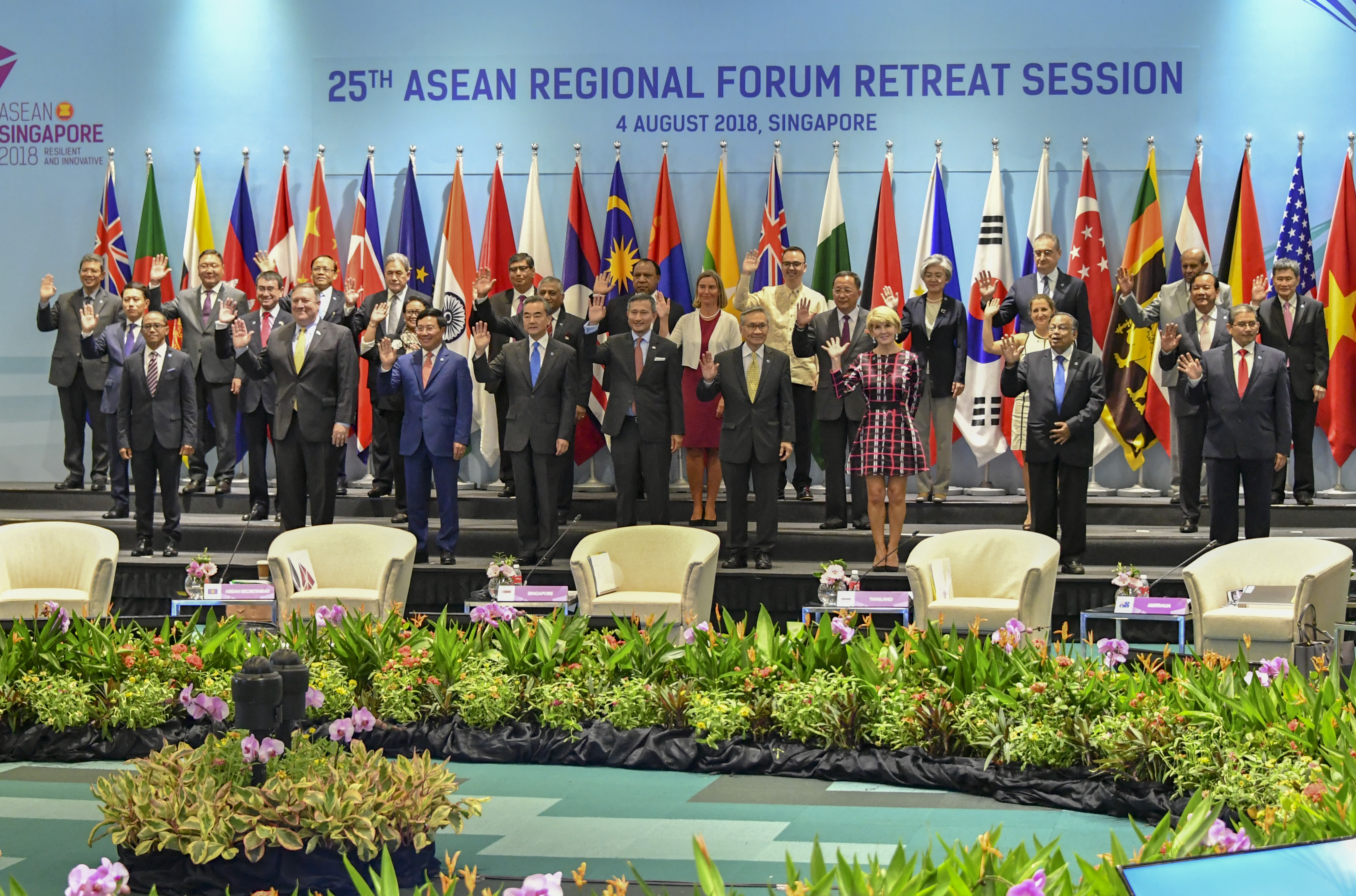
제25차 아세안 지역 포럼

아세안 지역 포럼(ASEAN Regional Forum, 문화어: 아세안 지역 연단)은 동남아시아 국가 연합 공통의 관심과 관심사인 정치적, 안보 문제에 대한 건설적인 대화와 협의를 장려하고 아시아 태평양 지역의 신뢰를 구축하기 위한 회의체이다. 1993년 7월 23일부터 7월 25일까지 싱가포르에서 개최된 제26차 및 후속 아세안 장관 회의는 아세안 지역 포럼(ARF) 설립을 공식 발표했다. ARF의 첫 회의는 1994년 7월 25일 태국 방콕에서 개최되었다.

## 목표
아세안 지역 포럼은 아세안 내에서 아시아 태평양 지역의 평화와 안정 보장과 관련된 모든 이슈에 대한 다자간 지역 정치 대화를 위한 주요 메커니즘이다. 아세안 의장국의 외무장관은 아세안 지역 포럼 의장을 겸한다.
아세안 지역 포럼은 1994년에 예방 외교 차원에서 설립되었다. 제1회 ARF 의장 회보에 따르면 :아세안 지역 포럼은 정치·안보 문제에 대한 건설적인 대화와 협의를 촉진하여 아시아 태평양 지역의 신뢰 구축과 예방 외교를 위한 노력에 크게 기여한다"고 밝히고 있다. 이 포럼의 틀 안에서 2가지 트랙이 있는데, 1번째는 공식적인 정부간 차원에서, 2번째는 비정부 기구와 학계 간에 대화가 이루어진다.
1994년에 열린 제27차 아세안 각료회의는 “ARF는 이 지역의 정치 및 안보 협력에 관한 열린 대화를 촉진하기 위한 효과적인 협의체가 될 수 있다. 이러한 맥락에서 아세안은 ARF 파트너와 협력하여 아시아 태평양 지역에서보다 예측 가능하고 건설적인 관계를 구축해야 한다”고 발표했다.
- 다자간 및 양자 간 대화 및 협의의 장으로서 ARF의 유용성, 합의, 비 간섭, 점진적 진보에 의한 의사 결정, 모든 국가가를 위한 대화 및 협력을 위한 효과적인 원칙 수립
- 정치 및 안보 문제에 관한 대화 및 상담 습관의 배양
- 국방 정책 관련 정보 교환 및 국방 백서 발행과 같은 투명성 제고
- 재난구호분야 협력 증진을 위한 ARF 재난구호훈련 운영

## 참가국

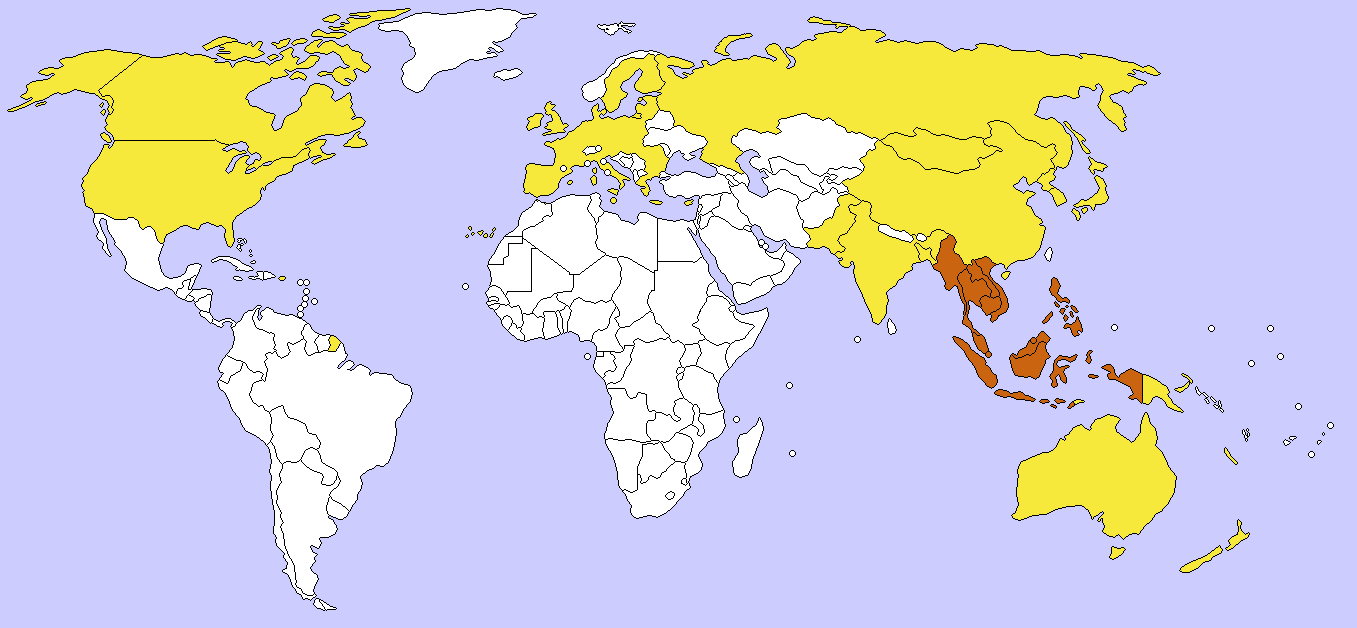
ASEAN 회원국
아세안 지역 포럼에 참가하는 국가 및 국제 기구

아세안 지역 포럼에는 아세안 회원국 10개국과 대화 파트너 16개국, 1개 국제 기구가 참여하고 있다. 괄호 안에 표시된 연도는 아세안 지역 포럼에 합류한 연도를 의미한다.
| 아세안 회원국 - 라오스 (1994년) - 말레이시아 (1994년) - 베트남 (1994년) - 브루나이 (1994년) - 싱가포르 (1994년) - 인도네시아 (1994년) - 태국 (1994년) - 필리핀 (1994년) - 캄보디아 (1995년) - 미얀마 (1996년) | 대화 파트너 및 국제 기구 - 뉴질랜드 (1994년) - 대한민국 (1994년) - 러시아 (1994년) - 미국 (1994년) - 오스트레일리아 (1994년) - 유럽 연합 (1994년) - 일본 (1994년) - 중국 (1994년) - 캐나다 (1994년) - 파푸아뉴기니 (1994년) - 인도 (1996년) - 몽골 (1999년) - 조선민주주의인민공화국 (2000년) - 파키스탄 (2004년) - 동티모르 (2005년) - 방글라데시 (2006년) - 스리랑카 (2007년) |

## 참여 기준
- 헌신 : 국가가 될 모든 새로운 참가국은 ARF의 주요 목표를 달성하기 위해 가입하고 협력하여 협력해야 한다. 가입 전에 모든 새로운 참가국은 ARF가 이미 내린 결정과 진술을 준수하고 준수 할 것에 동의해야한다. 모든 ASEAN 회원은 자동으로 ARF에 참여한다.
- 관련성 : 새로운 참가국은 주요 ARF 활동 (즉, 오세아니아 뿐만 아니라 동북아시아 및 동남아시아)의“지리적 발자국”의 평화와 안보에 영향을 준다는 것을 입증할 수 있는 경우에만 가입할 수 있다.
- 점진적 확장 : ARF의 효과를 보장하기 위해 참가국 수를 관리 가능한 수준으로 제어하기 위해 노력한다.
- 가입 신청 : 신청은 모두 ARF 의장에게 제출해야 한다. ARF 회장은 SOM의 다른 모든 ARF 참가자와 상담하고 신규 회원국의 참여에 대한 합의가 존재하는지 확인한다. 참여에 대한 실제 결정은 장관의 승인을 받는다.